# Hirad Cœurfroid
Hirad cœurfroid est l'un des personnages principaux dans la trilogie Les Chroniques des Ravens de James Barclay. Fondateur des Ravens, il est un barbare impétueux, capable de se battre avec ses deux mains.